# Vrigne-aux-Bois

Vrigne-aux-Bois este o comună în departamentul Ardennes din nordul Franței. În 1 ianuarie 2018 avea o populație de 3.184 de locuitori.